# Чайна Миевил
Чайна Миевил (на английски: China Tom Miéville) е английски писател на фентъзи с много награди. Описва своите творби като „странна фантастика“ (weird fiction).

## Биография и творчество
Миевил има бакалавърска степен по социална антропология от Кеймбриджкия университет (1994 г.) и магистърска и докторска степен по международни отношения от Лондонското училище по икономика (2001 г.).
Преподава и творческо писане в Уоруикския университет.
Активен е и в политиката, като членува в Социалистическата работническа партия до 2013 г.

### Книги за измисления свят Бас-Лаг
- Станция Пердидо 2008 г., ИК ИнфоДАР (Perdido Street Station, 2000)
печели Награда на Артър Кларк (2001), Британската фентъзи награда (2001); номинирана за Хюго, Небюла, Локус и Награда на Британската асоциация за научна фантастика.
- The Scar (2002)
печели Локус за най-добър фентъзи роман (2003), Британската фентъзи награда (2003); номинирана за Хюго, Награда на Артър Кларк, Филип Дик, британската асоциация за научна фантастика и Световна награда за фентъзи.
- Iron Council (2004)
печели Локус за най-добър фентъзи роман (2005), Награда на Артър Кларк (2005) и е номинирана за Хюго, и Световна награда за фентъзи.

### Самостоятелни романи
- King Rat (1998)
- The Tain (2002) – новела
- Un Lun Dun (2007)
печели Локус за най-добър младежки роман (2008).
- Градът и Градът 2012 г., ИК Алтера (The City & the City, 2009)
печели Награда на Артър Кларк (2010), Награда Хюго за най-добър роман (2010), Световна награда за фентъзи (2010) и е номинирана за Награда Небюла за най-добър роман.
- Kraken (2010)
- Посланическото градче 2015 г., изд. Ентусиаст (Embassytown, 2011)
печели Локус за най-добър научнофантастичен роман (2012) и е номинирана за наградите на Артър Кларк, Хюго и Небюла (2012)
- Морелси 2013 г., изд. Изток-Запад (Railsea, 2012)
- The Last Days of New Paris (2016)
- This Census Taker (2016)
- (в съавторство с Киану Рийвс) The Book of Elsewhere (2024)[1]